# Преображенский монастырь (Болгария)
Преображе́нский монасты́рь (болг. Преображенски манастир) — действующий ставропигиальный мужской монастырь Болгарской Православной Церкви. Расположен в 7 км от Велико-Тырново на реке Янтре.
Монастырь был основан в XI веке, в период правления царя Ивана Александра в 1360 году получил статус ставропигиального. Был разрушен во время турецкого завоевания Болгарии.
Монастырь был восстановлен в XIX веке: в 1832 году был получен ферман турецкого султана на восстановление кафоликона. Церковь была расписана Захарием Зографом в 1849—1851 годах. Из выполненных им фресок наиболее примечательны «Колесо жизни», «Страшный суд», «Рождество Богородицы», «Тайная Вечеря». На фреске с изображением Кирилла и Мефодия художник оставил свой автопортрет.
В монастыре располагался культурно-просветительский центр, находили убежище участники болгарского национально-освободительного движения. Во время русско-турецкой войны в монастыре был устроен госпиталь.
За непокорность церковным властям Андрей Игнатов Иванов был на 6 месяцев заточён в монастыре.

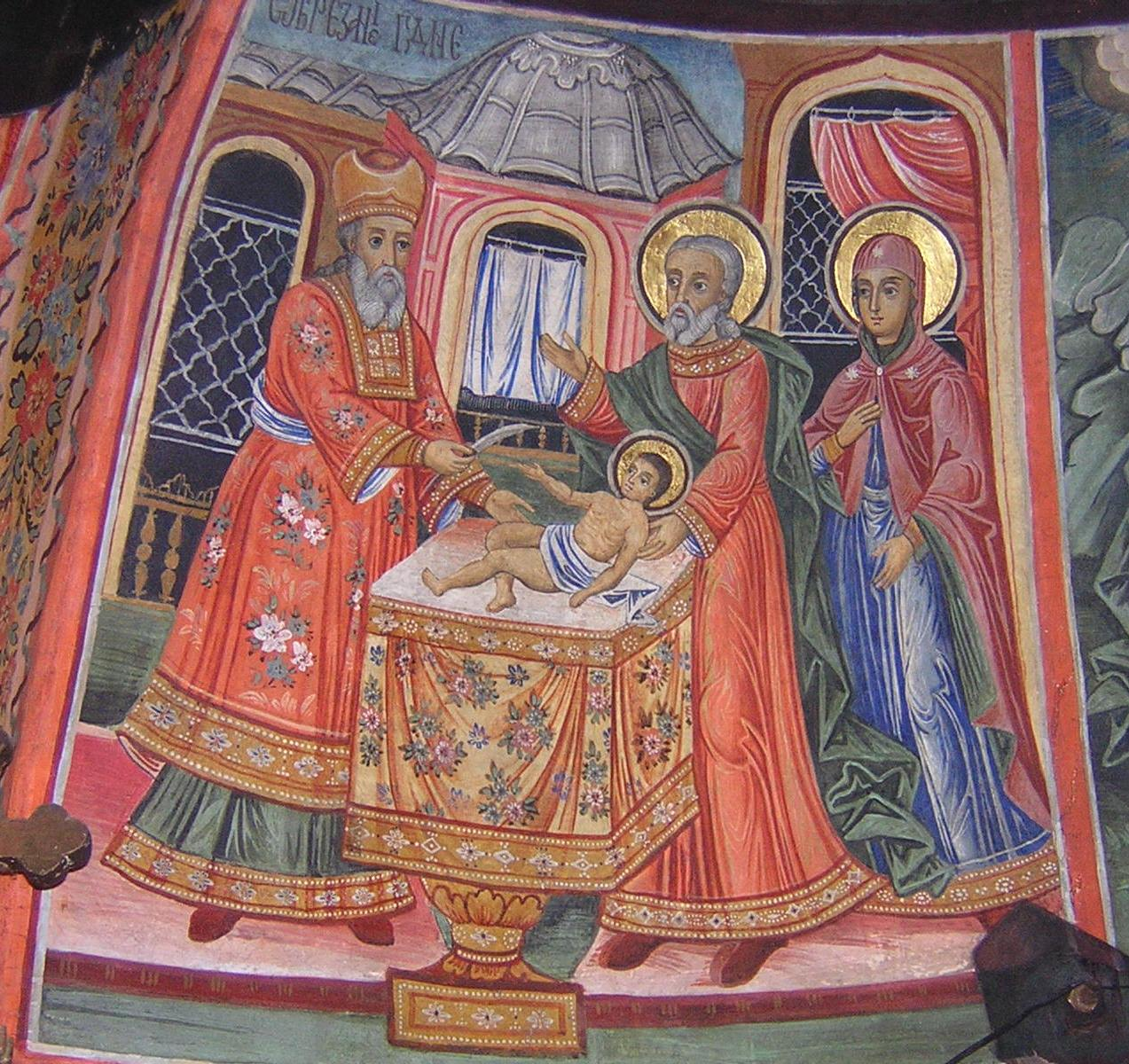
Сретение Господне
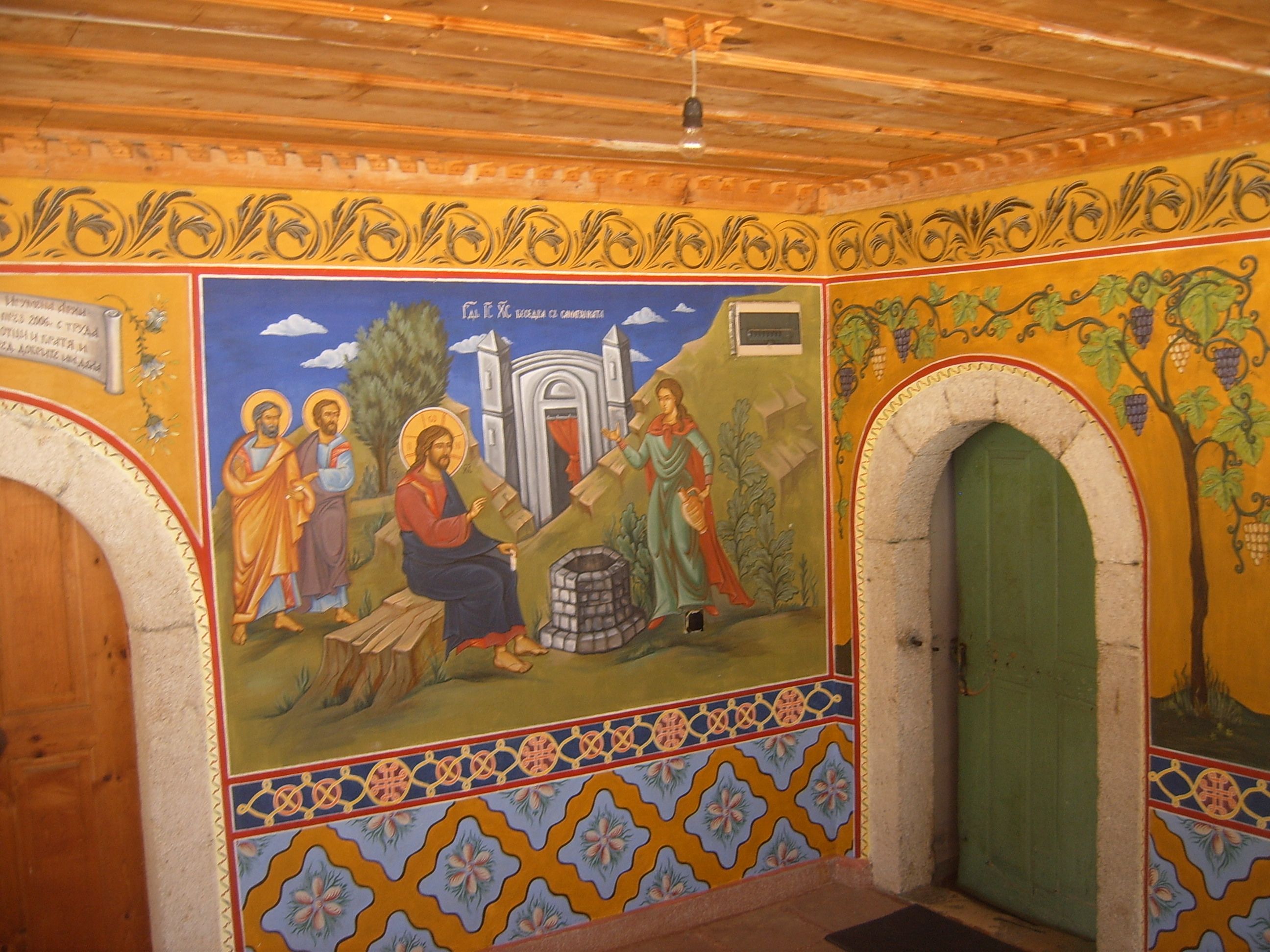
Христос и самарянка
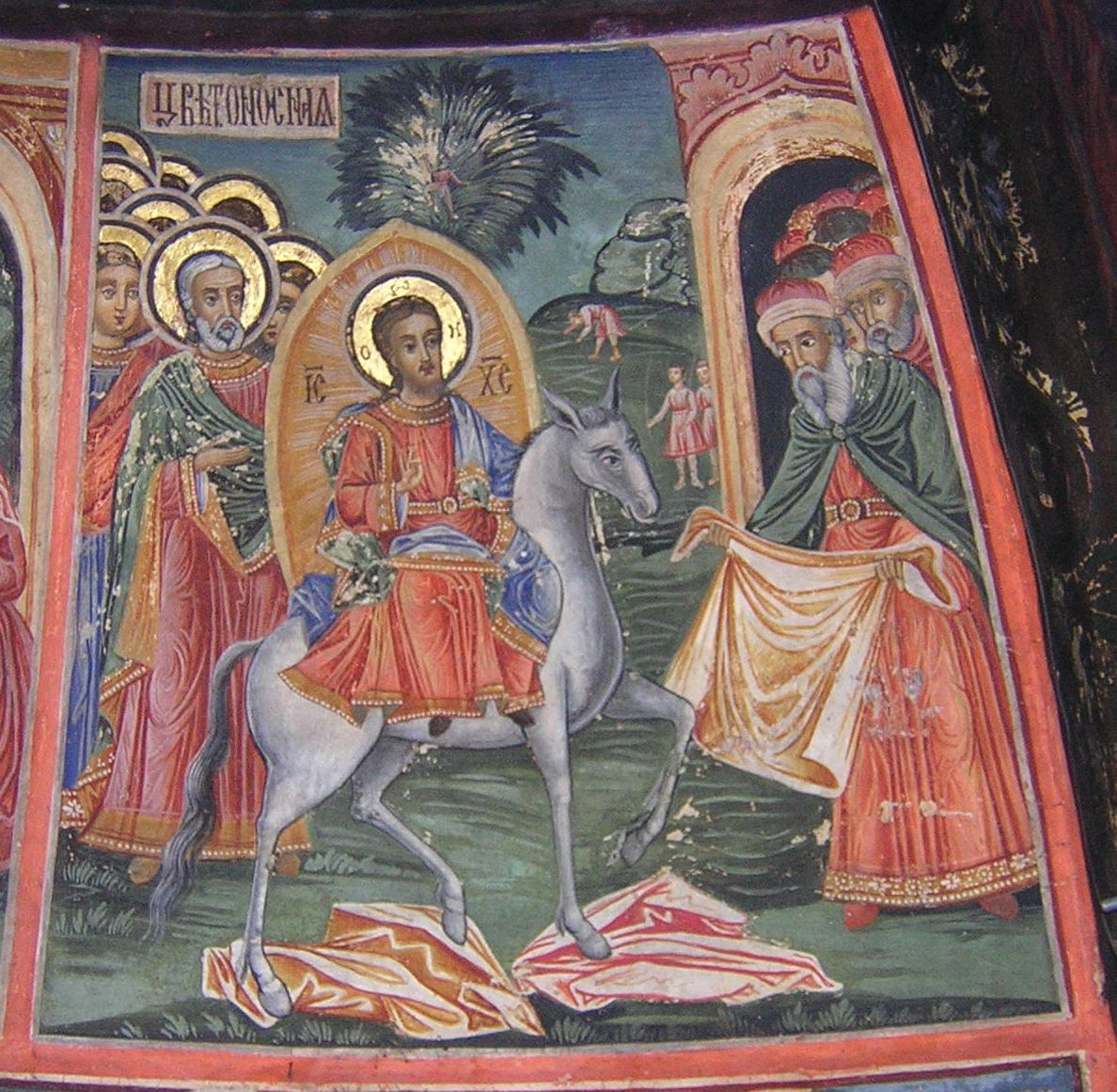
Вход Господень в Иерусалим